# Controvérsia racial do Antigo Egito

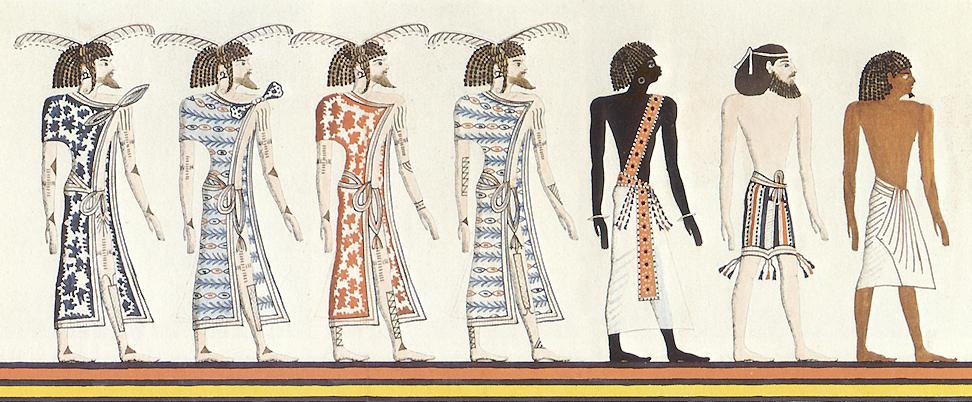
Desenho de 1820 do afresco do Livro das Portas da tumba de Seti I, mostrando (da esquerda para a direita) quatro etnias: um líbio ("Themehu"), um núbio ("Nehesu"), um asiático ("Aamu") e um egípcio ("Reth")

A questão racial no Antigo Egito foi historicamente levantada como um produto do conceito antigo sobre raças dos séculos XVIII e XIX e está conectada aos modelos de hierarquia racial baseada principalmente em noções de craniometria, antropometria e genética. Uma variedade de pontos de vista circula a respeito da identidade racial dos Egípcios e a fonte de sua cultura. Estes estão normalmente identificados em termos de distinção entre características raciais caucasoides e negroides. Alguns acadêmicos dizem que a cultura do Antigo Egito é influenciada por outras culturas afro-asiáticas – povos nativos do nordeste Africano, do Magrebe e do Oriente Médio, enquanto outros apontam a influência núbia e de grupos ou populações da Europa. Em tempos mais recentes, o afrocentrismo continuou a desafiar as visões convencionais, muitas vezes se concentrando em algumas figuras bem conhecidas como o rei representado na Grande Esfinge de Gizé, o faraó nativo egípcio Tutancâmon e a rainha grega ptolemaica Cleópatra.
A maioria dos acadêmicos rejeita a noção de que o Egito era um civilização branca ou negra; eles afirmam que, apesar da diversidade fenotípica dos antigos e dos modernos egípcios, aplicar noções modernas de raça branca ou negra ao Antigo Egito é anacrônico. Além disso, os historiadores rejeitam a ideia, implícita a noção de uma hipótese negra ou branca do Egito, de que a antiga civilização egípcia era racialmente homogênea; ao invés disso, acredita-se que as cores de pele eram diversas, variando principalmente por região (Baixo Egito, Alto Egito e Núbia), que, em eras diferentes, subiram ao poder no Antigo Egito.
Em 2017, um estudo genético foi conduzido com amostras de 151 múmias do norte do Egito (que estavam enterradas no Cairo), que constituiu o "primeiro dado confiável obtido dos antigos egípcios usando métodos de sequenciamento de DNA de alto rendimento." O estudo mostrou que os antigos egípcios têm grande afinidade com povos modernos do Oriente Médio (Árabes, levantinos e povos da Anatólia) e eram, geneticamente falando, mais próximo dos europeus do que dos africanos da região subsariana. Ainda assim, em pelo menos três múmias, há significativo componente genético subsariano. Com um percentual genético negroide de 6% a 15%, este nível é menor do que nos egípcios modernos de Abusir, que possuem um percentual de 14% a 21%." Os autores do estudo, porém, ressaltaram que as amostras das múmias foram recuperadas do norte do Egito e, sendo assim, podiam não representar o Antigo Egito como um todo. Mais estudos a respeito foram iniciados.